# DS Game Maker
DS Game Maker è un software per Microsoft Windows sviluppato da James Garner che consente agli utenti di progettare e creare videogiochi e applicazioni per Nintendo DS.

## Storia
Il software è stato originariamente sviluppato da James Garner con contributi di altri sviluppatori tra il 2007 e il 2012. 
Il sito web e il forum della comunità sono rimasti disponibili fino al 2016, quando il servizio è stato interrotto. L'ultima versione ufficiale rilasciata in quel periodo è stata la 5.20, che ha sbloccato tutte le funzionalità Pro rendendo il software completamente gratuito.
Nel 2020, è stata rilasciata una versione eseguibile su macchine virtuali, che ha permesso di far funzionare DS Game Maker 4.9 e 5.12 su sistemi moderni grazie all'uso di devkitPro 1.50 e della libreria PALib.
Nel 2022, DigitalDesignDude ha recuperato il codice sorgente e rilasciato la versione 5.21 con alcune correzioni e nuove funzionalità, eliminando la necessità di utilizzare macchine virtuali. Attualmente, sono in fase di sviluppo nuove caratteristiche, come il supporto per la grafica 3D e una libreria per la riproduzione di video durante il gioco, grazie ai contributi della comunità, in particolare di Anyzun4age.

## Caratteristiche
DS Game Maker offre un'interfaccia basata sul sistema drag & drop, rendendolo accessibile anche a utenti senza esperienza di programmazione. Il software include circa 50 azioni predefinite, suddivise in categorie come movimento, disegno, testo e controllo della struttura del gioco.
Gli utenti avanzati possono creare azioni personalizzate utilizzando l'editor integrato, che consente di scrivere codice in C e DBAS, un linguaggio proprietario basato su BASIC.
Il software esporta i progetti nel formato .NDS, permettendo l'esecuzione dei giochi su console Nintendo DS tramite una flashcard o su emulatori come NO$GBA.
Inoltre, i giochi creati possono essere ospitati su siti web grazie a emulatori DS incorporabili.

## Principali giochi realizzati con DS Game Maker
- SAS[2] (Lolletto)
- Biodie[3] (DigitalDesignDude)
- Temple Topple[4] (DigitalDesignDude)